# Louis Slotin
Louis Alexander Slotin (Winnipeg, Canadá; 1 de diciembre de 1910 - Los Álamos, Estados Unidos; 30 de mayo de 1946) fue un físico y químico canadiense que participó en el Proyecto Manhattan.
Como parte del Proyecto Manhattan, Slotin realizó experimentos con núcleos de uranio y plutonio para determinar el valor de su masa crítica. Tras la Segunda Guerra Mundial, Slotin continuó su investigación en el Laboratorio Nacional de Los Álamos. El 21 de mayo de 1946, dio comienzo accidentalmente a una reacción de fisión que liberó un fuerte estallido de radiación. Fue llevado rápidamente al hospital y falleció nueve días después, siendo considerada la segunda víctima de un accidente nuclear en la historia, de un total de 26 incidentes.
Slotin fue aclamado como un héroe por el gobierno de los Estados Unidos al reaccionar con suficiente rapidez para evitar la muerte de sus colegas. El accidente y sus secuelas han sido dramatizados en la ficción, (p. ej. en la película Fat Man and Little Boy).

## Infancia y juventud
Slotin fue el primero de los tres hijos de Israel y Sonia Slotin, refugiados judíos que habían huido de los pogromos antisemitas de Rusia a Winnipeg, Manitoba, en Canadá.Creció en el vecindario de North End de Winnipeg, un área habitada por numerosos inmigrantes de Europa del Este. A nivel académico mostró siempre un rendimiento excepcional, desde sus primeros estudios en el Machray Elementary School hasta sus estudios secundarios en el St. John's Technical High School. Su hermano Sam recordó tras la muerte de Slotin que «mostraba una intensidad extrema que le permitía estudiar durante horas».
Con sólo 16 años, Slotin ingresó en la Universidad de Manitoba, con la intención de graduarse en ciencias. Durante sus años como estudiante recibió la medalla de oro de la universidad tanto en física como en química. Se graduó con un Bachelor of Science en geología en 1932 y un Master of Science al año siguiente. Con la ayuda de uno de sus mentores, consiguió una plaza en el King's College de Londres, bajo la supervisión de Arthur John Allmand, catedrático del departamento de química y especialista en electroquímica y fotoquímica.

### King's College y guerra civil española
Durante su estancia en el King's College de Londres, Slotin se distinguió no sólo como científico, sino también como boxeador amateur, disciplina en la que ganó el campeonato universitario de peso gallo. Según algunos autores, formó parte de una Brigada internacional de apoyo a las tropas de la Segunda República en la guerra civil española y participó como especialista en el desarrollo de aviones experimentales para la Royal Air Force. El autor Robert Jungk afirma en su libro Más brillante que mil soles. El destino de los físicos atómicos (Heller als tausend Sonnen. Das Schicksal der Atomforscher, Stuttgart, 1956), el primer ensayo sobre el Proyecto Manhattan, que Slotin «fue [soldado] voluntario en la guerra civil española, más por la emoción que por razones políticas». Años después, su hermano Sam comentó en una entrevista que Louis había participado «en un paseo turístico por España» y que «no tomó parte en la guerra», como antes se había afirmado. Slotin se doctoró en química física en 1936. Su tesis doctoral, An Investigation into the Intermediate Formation of Unstable Molecules During some Chemical Reactions fue premiada por la universidad. Poco después, trabajó durante seis meses como investigador especial en Dublín, Irlanda, probando las baterías de níquel-zinc experimentales que se estaban testando para la línea ferroviaria de Harcourt Street, perteneciente a la empresa Great Southern Railways.

## Carrera

### Universidad de Chicago
En 1937, tras ser rechazado por el National Research Council de Canadá, fue admitido por la Universidad de Chicago como investigador asociado. En Chicago comenzó a investigar sobre química nuclear, colaborando en la construcción del primer ciclotrón del oeste de los Estados Unidos. Al parecer, el sueldo era muy bajo y Slotin tuvo que pedir apoyo económico a su padre en varias ocasiones. Entre 1939 y 1940, Slotin colaboró con Earl Evans, catedrático del departamento de bioquímica de la universidad, en la preparación de radiocarbono (14C y 11C) en el ciclotrón. Durante su investigación usaron carbono 11 para demostrar que las células eucariotas eran capaces de usar dióxido de carbono para la síntesis de carbohidratos, a través de la fijación del carbono.
Aunque no participó en el proyecto, probablemente estuviera presente en la presentación del «Chicago Pile-1» de Enrico Fermi, el primer reactor nuclear artificial, el 2 de diciembre de 1942. Sin embargo, las fuentes sobre su relación con el proyecto son contradictorias. En estos años Slotin escribió numerosos artículos sobre radiobiología, por lo que el Gobierno de Estados Unidos consideró que, dada su experiencia con radiaciones, sería conveniente su incorporación al Proyecto Manhattan, destinado a crear la bomba atómica. Slotin trabajó al principio con el futuro premio Nobel Eugene Wigner en la producción de plutonio y después en el Oak Ridge National Laboratory de Oak Ridge, Tennessee. Se trasladó al Laboratorio Nacional Los Álamos de Nuevo México en diciembre de 1944 para trabajar bajo las órdenes de Robert Bacher.

## Los Álamos
En Los Álamos, el trabajo de Slotin se centró en las pruebas de «criticalidad», primero con uranio, junto a Otto Robert Frisch y después con plutonio. Estos experimentos consistían en llevar materiales capaces de fisión nuclear a niveles críticos para estabilizar su masa crítica Al estar tan cerca de provocar una reacción nuclear en cadena, los científicos llamaban a estos experimentos «hacer cosquillas a la cola del dragón», según la expresión de Richard Feynman. El 16 de julio de 1945 Slotin preparó el núcleo de la prueba «Trinity», el primer dispositivo atómico detonado. Algunos de sus colegas se referían a él como «el armero jefe de los Estados Unidos», por su experiencia en el ensamblaje de lo que luego serían armas nucleares.
Después de la guerra, Slotin expresó en varias ocasiones su disgusto con el Proyecto Manhattan. Afirmó «participar en las pruebas de la Armada, para mi desagrado». Desafortunadamente para Slotin, su participación en el Laboratorio Nacional Los Álamos era fundamental, porque, como el mismo comentó, «soy uno de los pocos que se han quedado que tengan experiencia en construir bombas». Quiso volver a su investigación en biofísica y radiobiología en la Universidad de Chicago y buscó, en la persona de Alvin C. Graves, un sustituto para su trabajo en Los Álamos.

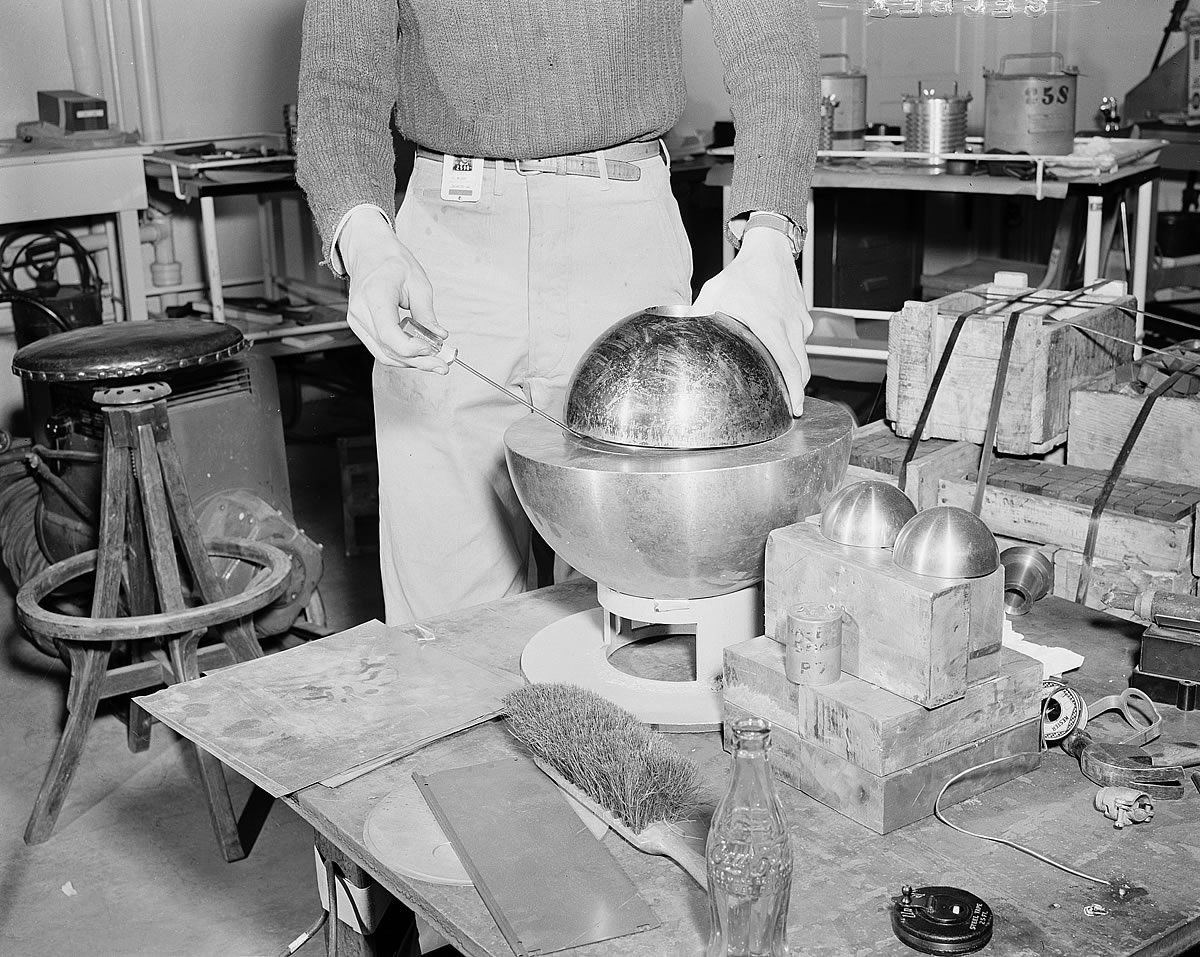
Recreación del accidente.

El 21 de agosto de 1945, Harry K. Daghlian, uno de los asistentes más cercanos de Slotin, estaba realizando un experimento de masa crítica cuando accidentalmente dejó caer un pequeño fragmento de carburo de wolframio en un núcleo de 6.2 kilogramos de plutonio en fase delta. El científico, de 24 años de edad, sufrió una irradiación de 510 rems (5.1 Sv) de radiación de neutrones. Slotin acompañó continuamente a Daghlian en su agonía de 21 días de envenenamiento por radiación.

### Accidente de reactividad
El 21 de mayo de 1946, Slotin y siete colegas realizaron un nuevo experimento que incluía la creación de uno de los primeros pasos de una reacción de fisión nuclear colocando dos medias esferas de berilio (un reflector de neutrones) rodeando un núcleo de plutonio. Se utilizó el mismo núcleo que irradió a Daghlian, después llamado «núcleo del demonio». Slotin sostuvo la semiesfera superior con su mano izquierda mientras mantenía la separación entre las dos semiesferas con un destornillador sujeto con su mano derecha, tras haber retirado las calzas que normalmente separaban las semiesferas. El uso del destornillador no formaba parte del protocolo habitual del experimento.
A las 15:20, hora local, el destornillador se resbaló y el hemisferio superior de berilio se cayó accidentalmente, provocando una reacción crítica «prompt» y la emisión de radiación electromagnética de alta energía. En ese momento, los científicos presentes en la sala observaron el «brillo azul» debido a la ionización del aire y una súbita bocanada de calor. Slotin, que era el más cercano a la reacción, sintió un sabor agrio en su boca y una intensa sensación de quemazón en su mano izquierda. Instintivamente retiró su mano izquierda, levantando la semiesfera de berilio y tirándola al suelo, terminando así la reacción. A pesar de su rapidez, había estado expuesto a un dosis letal (cercana a 2100 rems, 21 Sv) de radiación gamma y de neutrones. La dosis recibida equivale a la que recibiría un organismo a 1500 metros de distancia del lugar de detonación de una bomba atómica.

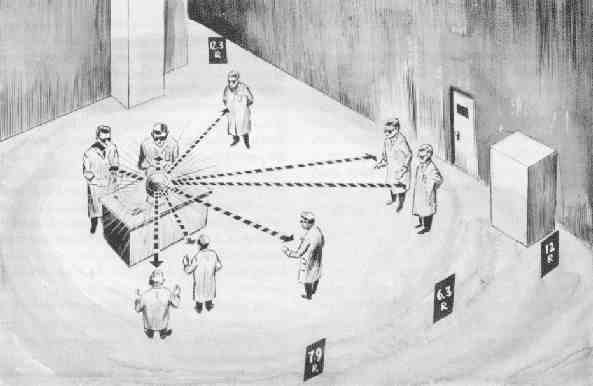
Boceto utilizado por los médicos para determinar la cantidad de radiación recibida por cada una de las personas presentes durante el accidente que costó la vida de Slotin.

«Tan pronto como Slotin dejó el edificio vomitó, una reacción común tras la exposición a radiación de ionización tan extremadamente intensa», recuerda el médico Thomas D. Brock. Los compañeros de Slotin lo llevaron inmediatamente al hospital, pero había sufrido daños irreparables. Sus padres fueron informados del accidente e inevitable muerte de su hijo y numerosos voluntarios del Proyecto Manhattan donaron sangre para realizar transfusiones, pero todos los esfuerzos fueron en vano. Louis Slotin murió nueve días después, el 30 de mayo de 1946, acompañado de sus padres. Fue enterrado en Winnipeg el 2 de junio.
En un principio el incidente fue considerado información clasificada y ni siquiera el resto del personal del Laboratorio Nacional Los Álamos supo de él hasta después de la muerte de Slotin. Robert Oppenheimer y otros científicos describieron después el estrés emocional de intentar seguir con la vida y el trabajo diario sabiendo que su colega agonizaba.
Este «Núcleo del Demonio» de plutonio fue destinado a la Operación Crossroads (una serie de pruebas atómicas), pero el experimento de Slotin fue el último realizado antes de su detonación (en la bomba atómica llamada Able) y fue considerado la prueba de que podía llegar a la masa crítica.
El accidente marcó el final de los experimentos de ensamblaje manual de elementos cercanos a la masa crítica en Los Álamos. Los ulteriores experimentos con núcleos de fisión se vienen realizando con máquinas controladas remotamente, como el dispositivo «Godiva», con el operador a una distancia segura.

## Legado
El 14 de junio de 1946, el editor asociado de Los Alamos Times, Thomas P. Ashlock, escribió un poema titulado «Slotin - A Tribute»:

May God receive you, great-souled scientist!

While you were with us, even strangers knew

The breadth and lofty stature of your mind

Twas only in the crucible of death

We saw at last your noble heart revealed.
¡Que Dios te reciba, científico de gran alma.
Mientras estabas entre nosotros, incluso los extraños conocían
la amplia y elevada estatura de tu mente
Pero fue sólo en el crisol de tu muerte
cuando vimos al fin tu noble corazón revelado.

La versión oficial expuesta tras los hechos afirmaba que Slotin, al retirar rápidamente la semiesfera superior, actuó como un héroe, finalizando la reacción crítica y protegiendo a las otras siete personas presentes:

La rápida reacción de Slotin con riesgo de su propia vida previno un preocupante desarrollo del experimento que habría dado como resultado la muerte de las siete personas que trabajaban con él, así como heridas graves a todos los presentes en las cercanías.

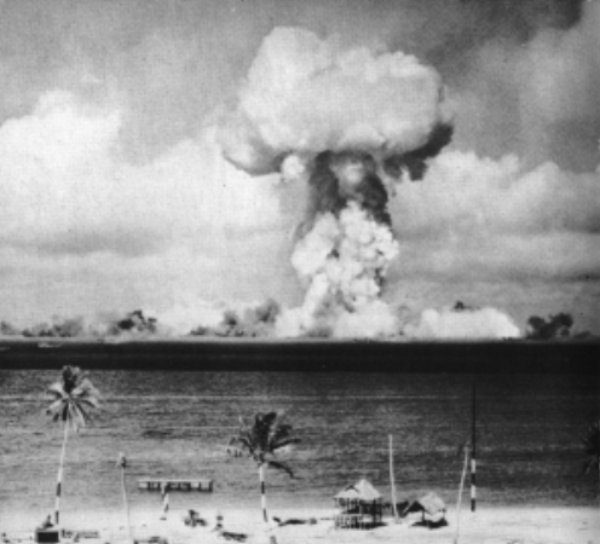
La detonación Able de la Operación Crossroads, un arma nuclear de 23 kilotones detonada en el aire el 1 de julio de 1946 utilizando el «Núcleo del Demonio».

Sin embargo, Robert B. Brode, uno de los físicos que trabajaban en el proyecto, afirmó que el accidente pudo ser evitado y que Slotin no estaba siguiendo el procedimiento adecuado, poniendo en grave peligro tanto a sus compañeros como a sí mismo.En 1948, los colegas de Slotin en Los Álamos crearon el Louis A. Slotin Memorial Fund por avances en física, otorgado por distinguidos científicos como Robert Oppenheimer y los premio Nobel Luis Walter Álvarez y Hans Bethe. El fondo duró hasta 1962.
En 2002, un asteroide descubierto en 1995 fue bautizado 12423 Slotin en su honor.

## Recreaciones
El accidente que costó la vida a Slotin fue relatado en la novela de Dexter Masters The Accident (1955), la historia ficticia de los últimos días de un científico nuclear tras sufrir envenenamiento por radiación.
Como parte del Proyecto Manhattan, tanto el accidente como sus consecuencias fueron dramatizadas en la película de 1989 Creadores de sombras, donde el actor John Cusack encarna a Michael Merriman, un personaje ficticio basado en Slotin.
Slotin también aparece como personaje en la miniserie de 1987 Race for the Bomb. El escritor Paul Mullin compuso la obra de teatro Louis Slotin Sonata, que relata brevemente la vida y el accidente de Slotin.
El incidente en sí, sin mayores referencias a Slotin, es mencionado en la novela The Jesus Factor (1972), de Edwin Corley, y en el episodio «Meridian» de la serie de televisión de ciencia ficción Stargate SG-1, en el que Daniel Jackson, al igual que Slotin, consigue evitar que un arma nuclear experimental llegue a su masa crítica, recibiendo una dosis fatal de radiación en el proceso. La vida y muerte de Slotin pudo servir como inspiración para la creación del personaje de Watchmen Dr. Manhattan, de Alan Moore y Dave Gibbons.
El incidente es recreado el cuarto episodio de la segunda temporada de la serie documental Dark Matters: Twisted But True, titulado «La maldición del núcleo del demonio», estrenado en 2011.